# کوریدون (آیووا)
کوریدون (به انگلیسی: Corydon) شهری در ایالت آیووا کشور ایالات متحده آمریکا است که جمعیت آن در سرشماری سال ۲۰۱۰ میلادی، ۱٬۵۸۵ نفر بوده است.